# Хуан Шаньшань
Хуа́н Шаньша́нь (кит. упр. 黄珊汕, пиньинь Huáng Shānshàn, род.18 января 1986) — китайская прыгунья на батуте, олимпийский чемпион и чемпион мира.
Хуан Шаньшань родилась в 1986 году в Фучжоу провинции Фуцзянь. С 1991 года начала заниматься гимнастикой, и три года спустя вошла в сборную провинции, а через четыре года переключилась на прыжки на батуте.
В 2003 году Хуан Шаньшань приняла участие в чемпионате мира, и уже боролась за третье место, но упала, травмировавшись, в финальном прыжке, и оказалась в итоге 8-й (получив, однако, серебряную медаль в составе команды). На Олимпийских играх 2004 года она завоевала бронзовую медаль. В 2005 году она стала чемпионкой мира в составе команды, в 2006 — чемпионкой Азиатских игр, в 2007 — чемпионкой мира в составе команды (получив серебряную медаль в индивидуальном зачёте). На Олимпийских играх 2008 года она не сумела пробиться в финал, но в 2009 году вновь стала чемпионкой мира (в личном и командном зачёте), в 2010 году завоевала серебряную медаль чемпионата мира в личном первенстве, а в 2011 — золотую медаль чемпионата мира в командном зачёте. На Олимпийских играх 2012 года Хуан Шаньшань завоевала серебряную медаль.